# Sleater-Kinney (musikalbum)
Sleater-Kinney är det självbetitlade debutalbumet av den amerikanska rockgruppen Sleater-Kinney, utgivet 1995 på Chainsaw Records.

## Låtlista
Alla låtar är komponerade av Carrie Brownstein och Corin Tucker.
| Nr           | Titel                 | Längd |
| ------------ | --------------------- | ----- |
| 1.           | Don't Think You Wanna | 1:53  |
| 2.           | The Day I Went Away   | 3:04  |
| 3.           | A Real Man            | 1:04  |
| 4.           | Her Again             | 2:20  |
| 5.           | How to Play Dead      | 2:06  |
| 6.           | Be Yr Mama            | 2:52  |
| 7.           | Sold Out              | 1:16  |
| 8.           | Slow Song             | 2:00  |
| 9.           | Lora's Song           | 2:29  |
| 10.          | The Last Song         | 3:37  |
| Total längd: | Total längd:          | 22:45 |

## Medverkande
- Carrie Brownstein (listad som "Carrie Kinney") – gitarr, sång på 2, 5 och 10
- Lora Macfarlane – trummor, sång på "Lora's Song"
- Corin Tucker - sång, gitarr